# 塔謝納克
46°43′52″N 35°14′40″E / 46.73111°N 35.24444°E
塔謝納克（烏克蘭語：Тащенак）是位於烏克蘭東南部的村莊，由扎波羅熱州梅利托波爾區的諾韋市鎮負責管轄。該村面積0.21平方公里，海拔高度28米，2001年人口120，人口密度每平方公里571.4人。